# Hanna Tserakh
Hanna Tserakh, ou Hanna Tserah née le 7 septembre 1998  à Minsk, en Biélorussie, est une cycliste professionnelle depuis 2017.

## Biographie
En 2017, Hanna Tserakh devient vice-championne de Biélorussie sur route. La même année, elle remporte le titre de championne de Biélorussie du scratch sur piste. Aux championnats d'Europe de cyclisme sur piste 2017, elle prend la septième place de la poursuite par équipes. L’année suivante, elle termine troisième du championnat de Biélorussie sur route et à nouveau deuxième en 2019. Elle se classe cinquième du scratch aux championnats d'Europe de cyclisme sur piste 2018 et troisième au classement général du Panorama Guizhou International Women, une course cycliste sur route féminine internationale.
Aux Jeux européens de Minsk, à domicile, elle décroche la médaille de bronze sur le scratch. En 2021, elle gagne la poursuite lors de l'épreuve de la Coupe des Nations à Hong Kong. La même année, elle participe à la Ligue des champions de cyclisme sur piste et termine onzième au classement général de l'endurance. Aux mondiaux sur piste 2021 à Roubaix, elle est cinquième du scratch et septième avec de la poursuite par équipes.
En 2017, elle rejoint l'équipe Minsk Cycling Club, avec laquelle elle participe à des courses sur route et sur piste. Elle remporte la Race Horizon Park-Kiev Olimpic Ring Women Race en 2019 et une course d'un jour en Turquie en 2020 et 2021. Après que la licence de son équipe ait été révoquée par l'UCI le 1er mars 2022 en raison de la guerre russo-ukrainienne, elle ne peut courir qu'au niveau national. Entre 2022 et 2024, elle remporte tous les titres aux championnats nationaux sur route. En août 2023, elle devient membre de l'équipe continentale féminine chinoise UCI Li Ning Star Ladies. Elle décroche sa première victoire sur l'UCI World Tour féminin en remportant la deuxième étape du Tour de l'île de Chongming en 2023. En 2024, le CIO approuve sa participation aux Jeux olympiques de Paris sous drapeau neutre.

## Palmarès sur route

### Par année
- 2017
  - 2e du championnat de Biélorussie sur route
- 2018
  - 3e du championnat de Biélorussie sur route
  - 3e du Panorama Guizhou International Women
- 2019
  - Race Horizon Park-Kiev Olimpic Ring Women Race
  - 2e du championnat de Biélorussie sur route
- 2020
  - Grand Prix Manavgat-Side
  - 2e du Grand Prix Alanya
  - 3e du championnat de Biélorussie sur route
- 2021
  - Grand Prix Mediterrennean
  - 3e du Grand Prix Velo Manavgat
- 2022
  -  Championne de Biélorussie sur route
  -  Championne de Biélorussie du contre-la-montre
  - 3e du Grand Prix Justiniano Race
- 2023
  -  Championne de Biélorussie sur route
  -  Championne de Biélorussie du contre-la-montre
  - 2e étape du Tour de l'île de Chongming
- 2024
  -  Championne de Biélorussie sur route
  -  Championne de Biélorussie du contre-la-montre
  -  Championne de Biélorussie du critérium
  - Belgrade GP Woman Tour

### Résultats sur les grands tours

#### Tour d'Italie
1 participation
- 2025 : abandon (3e étape)

### Classements mondiaux
| Année                                 | 2017 | 2018 | 2019 | 2020 | 2021 | 2022 | 2023 | 2024 |
| ------------------------------------- | ---- | ---- | ---- | ---- | ---- | ---- | ---- | ---- |
| Classement UCI                        | 335e | 208e | 142e | 75e  | 184e | 683e | 131e | 273e |
| UCI World Tour                        | nc   | 161e | 89e  | nc   | nc   | nc   | 71e  | 168e |
|                                       |      |      |      |      |      |      |      |      |
| Légende : nc = non classéSource : UCI |      |      |      |      |      |      |      |      |

## Palmarès sur piste

### Coupe des nations
- 2021
  - 1re de la poursuite à Hong Kong
  - 2e de l'américaine à Hong Kong

### Ligue des champions
- 2021
  - 3e du scratch à Palma

### Championnats d'Europe
| Édition / Épreuve | Scratch |
| Plovdiv 2020      | Argent  |

### Jeux européens
| Édition / Épreuve | Scratch |
| Minsk 2019        | Bronze  |

### Championnats de Biélorussie
- 2017
  -  Championne de Biélorussie du scratch
- 2021
  -  Championne de Biélorussie du 500 mètres
  -  Championne de Biélorussie du keirin
  -  Championne de Biélorussie de vitesse par équipes
  -  Championne de Biélorussie de poursuite par équipes
  -  Championne de Biélorussie de course aux points
  -  Championne de Biélorussie de l'américaine (avec Nastassia Kiptsikava)
  -  Championne de Biélorussie d'omnium